# Durança
Durança (en francès Durance) és un municipi francès situat al departament d'Òlt i Garona i a la regió de la Nova Aquitània.

## Demografia
| 1962                                       | 1968 | 1975 | 1982 | 1990 | 1999 | 2006 |
| ------------------------------------------ | ---- | ---- | ---- | ---- | ---- | ---- |
| 316                                        | 364  | 334  | 283  | 286  | 269  | 266  |
| Des de 1962: població sense dobles comptes |      |      |      |      |      |      |

## Administració
| Període   | Identitat                  | Partit |
| --------- | -------------------------- | ------ |
| 1989-2001 | Bernard du Vignau le Grand |        |
| 2001-     | Bernard Daude-Lagrave      |        |